# 21390 Сіндо
21390 Сіндо (21390 Shindo) — астероїд головного поясу, відкритий 20 березня 1998 року.
Тіссеранів параметр щодо Юпітера — 3,471.
Названо на честь Сіндо (яп. しんどう(進藤) сіндо:).